# 舍夫琴科韋 (多利納區)
48°53′49″N 23°55′16″E / 48.89694°N 23.92111°E

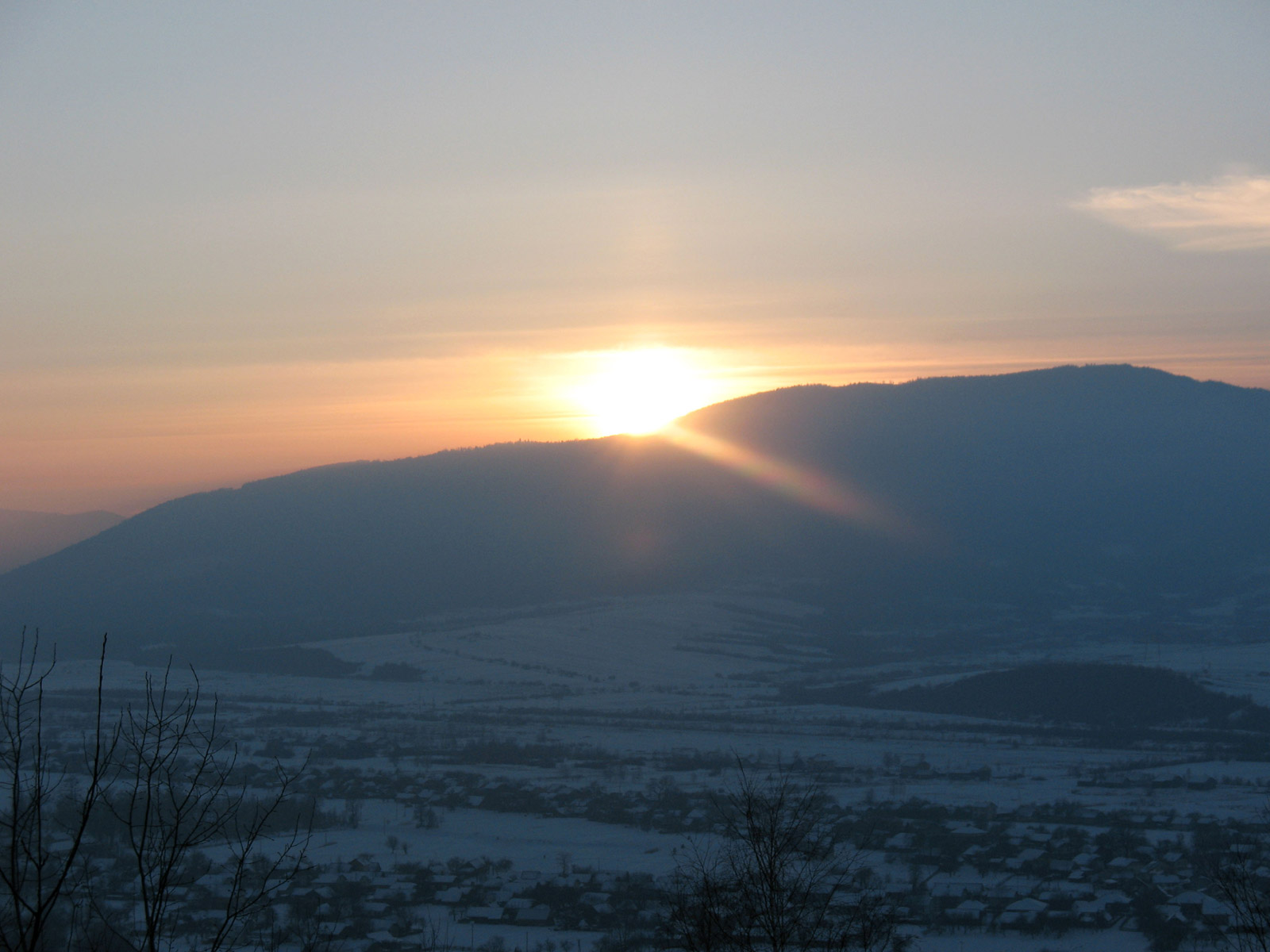

舍夫琴科韋（烏克蘭語：Шевченкове），是烏克蘭西部的村莊，隸屬伊萬諾-弗蘭科夫斯克州的卡盧什區。該村始建於1515年，面積39.8平方公里，2025年人口1,758，人口密度每平方公里53.1人。